# Joseph Alfons Tscherrig
Joseph Alfons Tscherrig CSsR (auch José Alfonso Tscherrig; * 25. Oktober 1903 in Brig, Schweiz; † 22. November 1982) war ein römisch-katholischer Ordensgeistlicher und Apostolischer Vikar von Reyes in Bolivien.

## Leben
Joseph Alfons Tscherrig trat der Ordensgemeinschaft der Redemptoristen bei und legte am 8. September 1923 die Profess ab. Am 28. September 1928 empfing er das Sakrament der Priesterweihe.
Papst Pius XII. ernannte ihn am 11. Dezember 1956 zum Titularbischof von Nephelis und zum Apostolischen Vikar von Reyes. Die Bischofsweihe spendete ihm der Bischof von Sitten, François-Nestor Adam CRB, am 30. Mai des folgenden Jahres. Mitkonsekratoren waren der Abtbischof von Saint-Maurice, Louis-Séverin Haller CanReg, und der Bischof von Luxemburg, Léon Lommel.
Tscherrig nahm an allen vier Sitzungsperioden des Zweiten Vatikanischen Konzils als Konzilsvater teil.
Am 11. Dezember 1970 nahm Papst Paul VI. seinen vorzeitigen Rücktritt an.